# Osage (rivière)
Pour les articles homonymes, voir Osage.
La rivière Osage est un affluent de la rive droite de la rivière Missouri qui coule entièrement dans l'État du Missouri aux États-Unis. Elle est donc un sous-affluent du Mississippi et le deuxième plus gros affluent de la rivière Missouri, après la Yellowstone, si on ne considère que le débit.

## Étymologie
L'appellation de ce cours d'eau rappelle que ce lieu était le territoire des Amérindiens Osages. Ce sont les premiers trappeurs et coureurs des bois français et Canadiens-français, parcourant l'immense espace de la Nouvelle-France et de la Louisiane française, qui donnèrent ce nom (rivière des Osages).

## Géographie
Son cours mesure 579 km de long. 
Son bassin versant recouvre une superficie de 39 600 km² et occupe en partie l'est de l'État du Kansas et l'ouest et le centre de l'État du Missouri. La rivière draine notamment dans le Missouri le versant nord-ouest des Monts Ozark. 
La rivière se forme à la confluence de la rivière Marais des Cygnes et de la rivière Little Osage, située sur la frontière commune au comté de Bates et au comté de Vernon. La rivière Marais des Cygnes est le plus long des deux tributaires amont et constitue en fait le cours principal. Si on additionne les longueurs respectives de la rivière Osage et de la rivière Marais des Cygnes on obtient un cours d'eau long d'environ 804 km.
La rivière Osage coule tout d'abord en direction de l'est et traverse ensuite le comté de Saint Clair. Elle s'élargit progressivement pour former un des bras du réservoir Harry S. Truman, situé en amont du barrage homonyme. Les autres bras du réservoir sont formés par deux de ses affluents, la rivière Pomme de Terre et la rivière South Grand.
Après avoir traversé le Comté de Benton et l'immense barrage Harry S. Truman, près de Warsaw, la rivière Osage s'élargit à nouveau pour former un des bras du lac de retenue des Ozarks, long d'environ 163 km, et y recevoir les eaux de la rivière Niangua dans le comté de Miller. En aval du lac d'Ozarks elle serpente librement en direction du nord-est et se jette dans le Missouri à environ 25 km en aval de Jefferson City.

## Débit
Le débit de la rivière Osage a été mesuré près de St Thomas dans le comté de Cole, état du  Missouri, sur la période 1931-1996. La rivière y draine une surface de 37 526 km2 et son débit moyen y est de 308 m3/s. On en déduit que la tranche d'eau écoulée annuellement dans son bassin est de 259 mm, valeur nettement supérieure à celle du bassin du Missouri (57 mm). La rivière draine en effet un territoire bien arrosée qui reçoit en moyenne 1 000 mm de précipitations par an. Le débit mensuel varie entre 151 m3/s en août et 487 m3/s en mai. Le débit record est de 6 100 m3/s mesuré le 20 mai 1943. 